# Periscepsia vidua
Periscepsia vidua är en tvåvingeart som först beskrevs av Louis-Paul Mesnil 1950.  Periscepsia vidua ingår i släktet Periscepsia och familjen parasitflugor. Inga underarter finns listade i Catalogue of Life.